# 1991 (альбом)
1991 — дебютный мини-альбом американской рэп-исполнительницы и автора песен Азилии Бэнкс. Релиз состоялся 28 мая 2012 года в Великобритании и 29 мая 2012 года в США. Первый сингл с альбома, песня «212», был выпущен 6 декабря 2011 года; второй — через год, 4 декабря 2012. Для каждой песни с альбома был снят видеоклип, включая несингловые.
По правилам UK Albums Chart альбом не мог попасть в чарт из-за малого количества песен, однако он отметился в сингловом UK Singles Chart на 79 позиции. В американском Billboard 200 пластинка добралась до № 133 места. После выпуска «1991» получил положительные отзывы от критиков.

## Об альбоме
Изначально релиз EP был запланирован на 17 апреля 2012 года, но в дальнейшем был перенесён на 28 мая. Треклист мини альбома был выложен в интернет 15 мая 2012 года, с объявлением того что 1991 будет выпущен в Великобритании раньше чем в США на один день. Трек лист изначально включал в себя три трека: «1991», «212» и «Grand Prix». После этого трек лист был обновлён. В обновлённом трек листе появились песни «Van Vogue» и «Liquorice», а трек «Grand Prix» был убран. В цифровом формате альбом был выпущен 29 мая 2012 года, а на физическом носителе 12 июня 2012 , эту информацию Азилия опубликовала через свой аккаунт в социальной сети Twitter.

## Синглы
Лид-синглом из альбома была выпущена песня 212 записанная совместно с Lazy Jay. Релиз песни состоялся 6 декабря 2011 года в Великобритании.

## Критика
«1991» получил в основном положительные отзывы от критиков. На сайте Metacritic альбом получил 84 балла на основе девяти отзывов.

## Список композиций
| №                   | Название                   | Автор(ы)                                   | Producer(s)         | Длительность |
| ------------------- | -------------------------- | ------------------------------------------ | ------------------- | ------------ |
| 1.                  | «1991»                     | Azealia Banks, Kevin James, Travis Stewart | Machinedrum         | 3:30         |
| 2.                  | «Van Vogue»                | Banks, Stewart                             | Machinedrum         | 5:57         |
| 3.                  | «212» (featuring Lazy Jay) | Banks, Jef Martens                         | Lazy Jay            | 3:24         |
| 4.                  | «Liquorice»                | Banks, Matthew Cutler                      | Lone                | 3:17         |
| Общая длительность: | Общая длительность:        | Общая длительность:                        | Общая длительность: | 16:06        |

## Чарты
| Чарт (2012-13)                         | Пиковая позиция |
| -------------------------------------- | --------------- |
| Австралия (ARIA)                       | 63              |
| Australia Urban (ARIA)                 | 10              |
| Ирландия (IRMA)                        | 97              |
| UK Singles (Official Charts Company)   | 79              |
| США (Billboard 200)                    | 133             |
| США (Billboard Top Heatseekers Albums) | 1               |
| США (Billboard Top Rap Albums)         | 12              |
| США (Billboard Top R&B/Hip-Hop Albums) | 17              |

## Сертификации
| Регион                                                      | Сертификация     | Продажи |         |
| ----------------------------------------------------------- | ---------------- | ------- | ------- |
|                                                             | Австралия (ARIA) | Золотой | 35 000^ |
| ^ Данные о тиражах приведены только на основе сертификации. |                  |         |         |

## История релизов
| Регион    | Дата         | Формат            | Лейбл                              |
| --------- | ------------ | ----------------- | ---------------------------------- |
| Австралия | 28 мая 2012  | Цифровая загрузка | Polydor                            |
| Бельгия   | 28 мая 2012  | Цифровая загрузка | Polydor                            |
| США       | 28 мая 2012  | Цифровая загрузка | Polydor                            |
| Канада    | 1 июня 2012  | Винил             | Interscope                         |
| Австралия | 12 июня 2012 | Винил             | Polydor                            |
| Германия  | 12 июня 2012 | Винил             | Interscope Universal Music Germany |
| США       | 12 июня 2012 | CD                | Interscope                         |